# Rød Aalborg
 Denne artikel omhandler en drikkevare. Opslagsordet har også en anden betydning, se Rød Aalborg (album).
Aalborg Taffel Akvavit er en snaps og bedre kendt som Rød Aalborg. Den har en alkoholstyrke på 45 procent. Den blev lavet på De Danske Spritfabrikker ved havnen i Aalborg Vestby. Svenske Vin & Sprit købte i 1999 De Danske Spritfabrikker. Franske Pernod Ricard ejede Vin & Sprit fra 2008. Fabrikken blev fra 2012 en del af norske ArcusGruppen, der er 100% ejet af det svenske konglomerat Ratos. Produktionen blev flyttet til Norge, og fabrikken i Aalborg lukkede i april 2015.
Rød Aalborg blev i 2002 kåret som verdens bedste akvavit ved The International Wine and Spirit Competition.
Den blev lanceret i 1846, og opskriften er stadig den samme. I Danmark indgår den gerne i jule- og påskefrokoster.
Snaps fås normalt i tre flaskestørrelser: 70 cl, 35 cl og 10 cl. De tre forskellige flasker har med tiden fået navnene "tre-master", "halv abe", og "kylling". 